# Museu Terra
El Museu Terra, anomenat Museu de la Vida Rural fins al 2024, és un centre cultural a l'Espluga de Francolí creat el 1988 per la Fundació Carulla, que treballa per posar en valor el món rural com a prisma des d'on plantejar els reptes de la sostenibilitat.
Ho fa a través d’una exposició permanent amb més de 5000 peces, objectes i fotografies que ofereixen un recorregut pels coneixements adquirits al llarg de segles de convivència amb la terra, però també a través d’exposicions temporals, activitats familiars, esdeveniments culturals i propostes educatives destinades a  preservar la memòria del món rural i reflexionar sobre la sostenibilitat.
El Museu Terra també fomenta la recerca etnològica i participa en investigacions i publicacions d'aquest caire amb tasques de conservació, restauració, documentació i difusió.
El Museu ocupa la casa pairal que la família Carulla tenia a l'Espluga de Francolí (la Conca de Barberà), on diverses generacions hi van exercir com a apotecaris des de començaments del segle xvii.

## Història
A inicis del 2008 el museu es va sotmetre a una ampliació que el dotà amb un nou edifici, duplicant l'espai per a l'exposició permanent i dotant-lo de noves infraestructures museístiques així com d'una moderna museografia. Aquesta ampliació, fou dissenyada per l'arquitecte Dani Freixes l'any 2009. L'estiu de 2012 va obrir un tercer edifici destinat en part a l'exposició permanent, amb una nova sala dedicada a la col·lecció de carros de museu i, en la seva planta superior diverses dependències polivalents destinades a activitats pedagògiques, la sala d'exposicions Maria Font i una cafeteria. Aquest edifici compta amb una teulada enjardinada ecològica que dota d'aigua els subministraments no potables de l'edifici i es climatitza, igual que l'edifici principal, a través d'un sistema d'energia geotèrmica.
Al març del 2009, el museu va entrar a formar part de la Xarxa de Museus Etnològics.
El 2018 el la Fundació Carulla va iniciar un procés de transformació del MT amb el nomenament de Gemma Carbó com a Directora, en substitució de Ramon Rosich, que va liderar el projecte des de la seva creació i que va passar a realitzar les feines de conservador del museu.
Al 2019, el MT va presentar la seva nova estratègia, amb un eix molt marcat cap a la sostenibilitat i l'educació, amb la cultura com a eix vertebrador i element de transformació. Seguint amb aquesta línia, al setembre va iniciar el Festival d'Educació per la Sostenibilitat va servir com a presentació de la nova línia estratègica del museu, sent alhora un espai de diàleg amb l'entorn de la Conca de Barberà. Seguint amb la nova estratègia, també es va presentar aquell any el projecte "Propostes singulars", encaminat a generar experiències pel conjunt del territori comarcal. També es van obrir noves línies d'exposicions temporals i accions vinculades amb la ciència ciutadana.
El 2024, el Museu de la Vida Rural canvia de nom i identitat gràfica i es converteix en el ''Museu Terra. Cultura rural sostenible'', amb l’objectiu de posar èmfasi en tota la saviesa que porta el món rural a l’hora d’imaginar futurs més sostenibles i ampliar-ne la divulgació per afrontar la desconnexió demogràfica amb la terra i la natura.
La nova etapa del museu coincideix amb l’obertura de la Sala Barcelona. A més del canvi de nom, el Museu Terra amplia el seu impacte i obre una finestra al món rural des de la ciutat amb una nova sala d’exposicions a Barcelona, dins la nova seu de la Fundació Carulla. El nou espai ubicat al barri del Poblenou acollirà diferents exposicions per promoure la reflexió sobre la sostenibilitat a través de la mirada del món rural.

## Edificis
El pla de renovació del museu ha comportat canvis importants, del qual cal destacar la construcció de dos nous edificis, obra de l'arquitecte Dani Freixes, que doblen l'espai expositiu del Museu. El Museu compta amb tres edificis de concepció i disseny molt diferents, però que es complementen per formar un sol museu. Aquesta ampliació fa que el Museu ocupi 3.300 metres quadrats, més del doble del que el museu original.
La renovació del 2009 suposa l'adequació i modernització del discurs per possibilitar una comprensió més eficaç i completa del món rural. Intenta que les eines ampliïn el seu discurs funcional, i els oficis estiguin explicats en el seu context i s'apreciï la seva importància en el sistema econòmic i de convivència dins la vida rural.
Aquesta renovació ha suposat el pas d'explicacions escrites a la preponderància dels audiovisuals, complementada per plafons explicatius a cada vitrina. Més enllà d'un conjunt de peces ordenades, el museu pretén que les peces expliquin la història de la ruralia a Catalunya. Es compta amb una nova il·luminació que ordena els recorreguts, hi ha entre 20-25 punts d'imatges audiovisuals que fan que les explicacions siguin més didàctiques, s'incorpora el so per disposar de testimonis orals, a més de sistemes interactius i les olors per reviure l'ambient de cuir, el ferro o el gra.

### Edifici antic
L'edifici històric és la casa pairal de la família Carulla des de 1690. La casa pairal des del segle xvii, és l'edifici antic del museu i va ser restaurat i remodelat interiorment durant els anys 80 per albergar les peces del museu, que es va inaugurar l'any 1988. De cara a la reinauguració del Museu del 2009 l'edifici va viure importants modificacions per fer una posada al dia en la museografia, en la disposició d'algunes vitrines i es va adaptar per a la instal·lació de noves tecnologies.

### Edifici nou
Es tracta d'un edifici pensat per aprofitar el major nombre possible d'hores la llum natural. La seva estructura externa, en forma d'escala, té a cada graó claraboies que permeten l'entrada de llum directa. Gràcies a això l'edifici ha pogut renunciar, excepte en zones específiques, a les finestres. D'aquesta manera les parets es poden dedicar en la seva totalitat a l'exposició de les peces desitjades sense interrupcions físiques.
L'Edifici Nou té la intenció de simular un contenidor annex de l'Edifici Antic que alberga els continguts sobre la transformació que el camp ha viscut des de la introducció de la industrialització fins als nostres dies. La façana, per contra, fa un homenatge al vocabulari propi del món rural. Mots que es van perdent, paraules que fan referència a oficis i eines que ja no coneixem, que hem oblidat o que no sabem per a què serveixen.
Per tal de respectar i aprofitar el major nombre de recursos mediambientals possibles, el nou edifici fa servir un sistema de climatització d'energia geotèrmica.

### Edifici annex
La Fundació Carulla va decidir durant l'any 2010 dotar el Museu d'un nou edifici annex, situat entre els dos actuals, especialment pensat per a ús pedagògic i d'activitats a l'entorn del Museu. L'edifici, inaugurat l'estiu del 2012, compta amb dues aules, pensades per fer tallers, impartir-hi classes i realitzar activitats pedagògiques; també inclou la sala d'exposicions Maria Font i una cafeteria. A més, la construcció amplia l'exposició permanent del museu amb la nova Sala dels carros a la planta baixa. Compta també amb una nova sala per l'arxiu documental. Aquest edifici té una coberta enjardinada que realitza un aïllament natural a les sales i serveix també de recol·lector d'aigua de pluja que s'utilitza en els recs de les zones verdes i els sanitaris.

### Sala de Reserva "Maria Font i Bernaus"
La Sala de Reserva Maria Font, amb 500 m² de superfície i 1.100 metres lineals de prestatgeries, conforma l'espai on s'emmagatzemen les més de 14.000 peces que contenen les reserves de la col·lecció del MT. A més, la sala de reserva té espais destinats a la restauració i documentació de peces. El nom de la sala és un homenatge a la dona de Lluís Carulla i Canals.

## L'exposició permanent
El museu acull una exposició permanent distribuïda en 5.500 m2, la qual explica, a través de l'ajuda d'una trentena d'audiovisuals, la vida rural anterior a la industrialització del camp. Per tal de recuperar aquesta visió del món, el museu compta amb diferents seccions que fan un recorregut per les eines i estris d'una vida passada que s'estructura per àmbits de feines: les de l'agricultura, les dels oficis del poble (mossèn, mestre, cafeter, pastisser, filadora, apotecari, barber...) i les domèstiques.
L'exposició comença amb una anàlisi de la petjada humana en la transformació del territori i les relacions entre els seus habitants al llarg del temps, explicant les grans transformacions del camp dels darrers 90 anys. Després s'analitza la transcendència de la gent que treballa en el món rural: feines que han de permetre preservar la salut de la Terra, treballant amb respecte i cura, proporcionant els aliments d'una manera sana i sostenible. Per entendre el present es visita un espai on es parla de les bones pràctiques que avui en dia es coneixen i que són les llavors del nostre futur. Després d'un epíleg on es fa una mirada general a les dades globals del Món Rural, ens acomiadem del recorregut passant per un espai de reflexió i animació al voltant de la metàfora de la sembra, els adobs, el rec i les seves conseqüències.
Una col·lecció al servei de les necessitats de les generacions actuals i futures que es pot visitar a través dels més de 5.500 m2 d’exposició permanent i ara també en línia.

### Espai Pròleg
El museu s'obre fent atenció a un audiovisual que, a manera d'introducció, situa al visitant a partir de la transformació que ha tingut el món rural durant el segle xx.

### Col·lecció Traité d'etnografia rural
La Sala Traité d'etnografia rural, col·lecció "Tota una vida": exposa l'obra de l'artista olotí Josep Traité. Són conjunts escultòrics de terra cuita, una forma d’art molt freqüent a Catalunya, que constitueixen un resum de tot el que mostra el museu: oficis, treballs domèstics, feines al camp, costums i festes tradicionals, la vida a la llar, etc.

### Els pessebres
A la sala dels pessebres hi ha instal·lats 11 diorames que constitueixen un magnífic exemple de la tradició pessebrística del país.

### La sala dels carros
Els carros que s’exhibeixen en aquesta sala ens recorden que, fins fa poques dècades, aquest va ser el mitjà de transport preferent del camp i arreu.

### L'hort ecològic

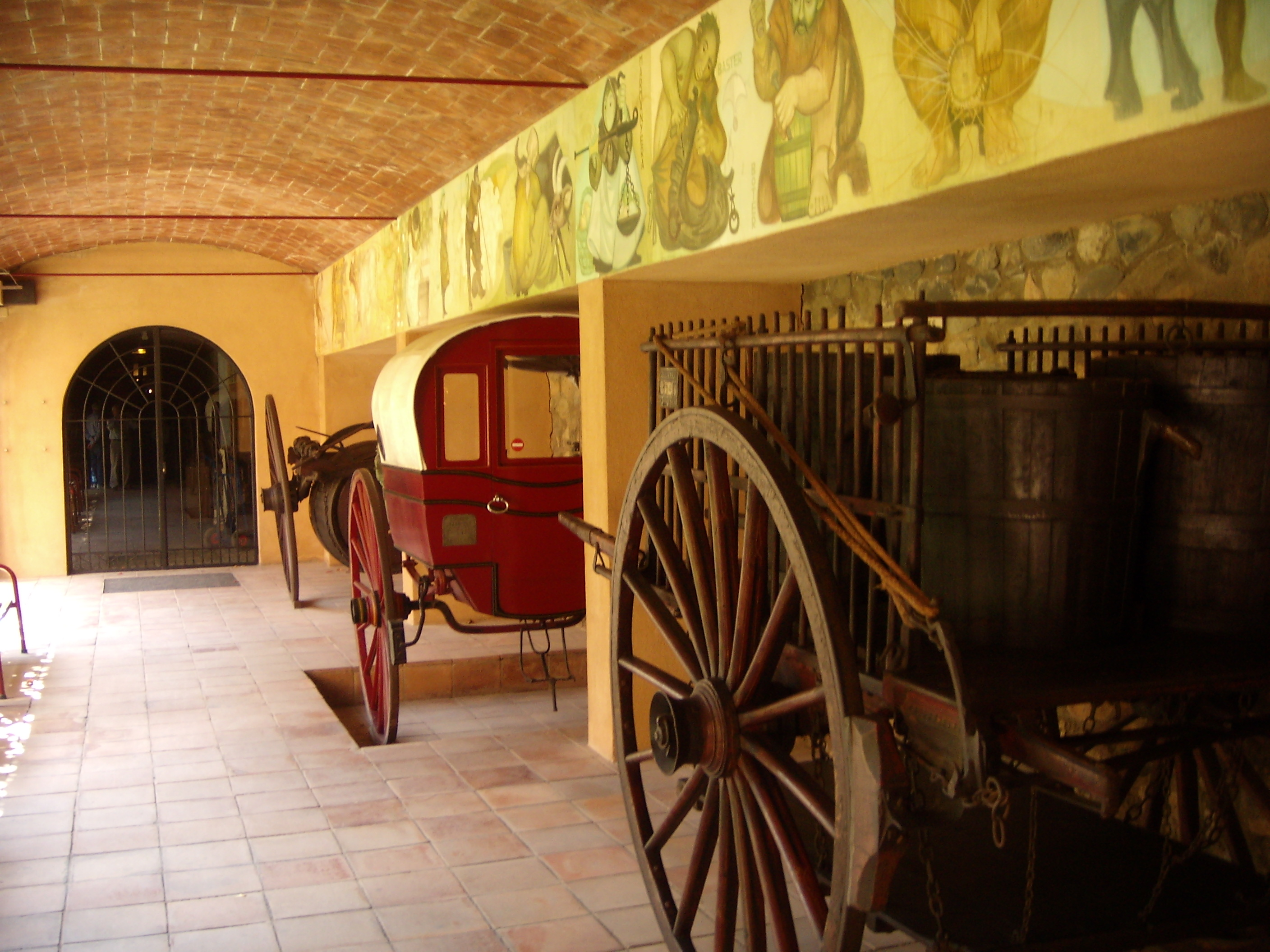
La volta dels carros

L’hort de l’MT està pensat per ser treballat amb el mètode de parades en crestall. Una parada en crestall és un sistema ideat per aconseguir la màxima producció utilitzant la mínima superfície de terra i el mínim consum d’aigua i de treball de sembra, i sense emprar productes químics ni llavors genèticament modificades. És un mètode ideat pel mallorquí Gaspar Caballero de Segovia.

### L'agricultura
Les projeccions mostren tots els cicles dels cultius, des de la preparació de la terra per a la sembra fins a la recol·lecció dels fruits.

### Els destins de la collita
Durant segles, la cultura del món rural es va fonamentar en l'estalvi, la conservació i l’autosuficiència. Només si hi havia sobrants, el destí de la collita era el mercat. El mercat era l'espai propici per adquirir els béns que es necessitaven i no es tenien, a més d’un lloc on es mantenien converses, tractes, encontres i relacions.

### La llar pairal
Les formes de vida de la pagesia van condicionar tant la distribució dels espais de l’habitatge com els usos de cada estança. La llar va ser sempre el centre de la casa pairal i, entorn seu, es desenvolupaven el treball diari de les dones, els jocs de la quitxalla, l’alimentació i la convivència familiar.

### Els oficis complementaris
El pagès no hauria pogut fer la seva feina sense el concurs de tot un seguit d’eines que l’acompanyaven al llarg de l’any. Aquestes eines eren el producte del treball acurat i rigorós de llenyataires, ferrers, corders, basters, terrissaires i esclopers. Es tracta només d’alguns dels representants dels oficis complementaris al de pagès.

### La vida al poble
Repàs per tots els oficis que es van desenvolupar en el poble pel benestar de les persones.

### La transformació del camp en l'era industrial
El museu no s'acaba amb la presentació del món rural antic, les dues últimes seccions fan un pont entre aquesta vida rural i l'actual món rural. Fa incís en totes les transformacions que ha sofert el camp amb l'arribada de l'era industrial. La industrialització del camp va representar un canvi radical per al pagès, tant pel que fa al treball com a la productivitat. La mecanització de les feines agrícoles va provocar un augment espectacular de la productivitat per hora del treball humà. L'evolució de mètodes cap a tècniques modernes de producció també va comportar una nova organització del treball. Amb aquestes premisses s'obre la reflexió de les últimes sales del museu que ens porten al món rural actual.

### El lloc
Espai de reflexió sobre el moment actual de l'agricultura i l'entorn de la Conca de Barberà

### Un camí fins al present
Àmbit en el que es vol generar un pensament crític sobre la transició del món rural a l'urbà i la seva interdependència.

### Recursos del present per afrontar el futur
Espai de conclusions on les persones visitants es troben davant dels reptes de futur del món rural.

## Exposicions temporals
Tot i ser un Museu eminentment etnogràfic la funció cultural del museu ultrapassa aquesta temàtica a partir d'una extensa programació d'exposicions temporals a diferents nivells. El MT actua com a centre cultural obert, programant exposicions temporals que, a banda de fer incís en la temàtica etnològica del Museu, s'obren a qualsevol representació artística, esdevenint un centre cultural de naturalesa polivalent a la Conca de Barberà. Aquestes exposicions es programen periòdica i contínuament en tres sales, la Sala Lluís Carulla, la Sala Maria Font i la Sala Wataru. L'agenda del museu és plena de nombroses activitats, exposicions temporals, presentacions, conferències i altres actes. En els últims anys per exemple, s'hi han pogut veure mostres artístiques de Joan Ponç i Bonet, Joan Brossa, Santiago Rusiñol, Ramon Casas, Perico Pastor, Antonio Hervás, Guillem Viladot o Víctor Català entre d'altres.
Des de 2019, ha focalitzat les exposicions temporals amb la línia estratègica creada des de l'arribada de Gemma Carbó a la direcció, així s'han realitzat exposicions com "Plàstics" per conscienciar sobre l'abús d'aquest material en el dia a dia de la societat Jugar amb Foc, una mirada crítica sobre les polítiques de gestió forestal i riscos derivats amb el canvi climàtic. o Tros de dona, la qual reivindica el paper de les dones al llarg de la història posant en valor les moltes tasques diàries i necessàries pel sosteniment de la vida. Les tres exposicions han tingut una projecció pedagògica important, ja que han generat continguts pel projecte "Museu a l'Aula" dirigit a estendre les exposicions cap als centres educatius, alhora que reflecteixen la vocació d'utilitzar les expressions culturals per generar una sensibilització ecològica.

## Projecte pedagògic
Pel MT el projecte pedagògic és un dels eixos de l'activitat. Segons xifres de 2019 representa el 25% del total de visitants. Al 2019 es va renovar per centrar-lo en la creació d'una cultura ecològica.

## Serveis
El museu compta amb una zona de lleure, aparcament d'autocars, cafeteria, una llibreria i una botiga, a més d'accés preparats per a persones amb mobilitat reduïda.
El museu ofereix diferents propostes pedagògiques i visites guiades adreçades tant a alumnes d'escola com per a adults, entitats culturals, casals de gent gran interessada en l'etnografia rural.

## Publicacions
A nivell de publicacions edita conjuntament amb l'Editorial Barcino, la Col·lecció Museu Vida Rural, dirigida per Jordi Llavina. El 2004 va publicar, en la sèrie de contes infantils Petites Històries (il·lustrada per Pilar Bayés), un volum dedicat a la història i evolució del museu.

### Col·lecció
La Col·lecció editada pel museu i per l'Editorial Barcino va iniciar-se l'any 2010 amb el primer volum titulat La força de la mà de l'home que és el catàleg de la nova proposta museogràfica del MT. S'han publicat aquests títols.
1. VVAA - La força de la mà de l'home - Catàleg del Museu de la Vida Rural
2. Jordi Llavina, Carme Martí, Albert Carreras - Cròniques rurals
3. Roger Vilà i Padró - Marges, 2013

### Catàlegs
Relació de catàlegs d'exposicions temporals del Museu de la Vida Rural:
1. Antonio Hervás Amezcua - Vestigis (2009)
2. Joaquim Espuny - De terra, de riu, de fang (2011)
3. Quico Estivill - Origen/ubicació (2011)
4. Miquel Ferrà i Jaume Vallverdú - Terra i Vida (2011)
5. Santiago Rusiñol - La campanya de Poblet de 1889 (2012)
6. Ramon Calsina - Calsina i els oficis (2012)
7. Jordi Vidal - Salvat pel Rock'n'Roll (2012)
8. Enric Adserà Riba - Les parets del meus tallers a l'Espluga de Francolí (2013)

## Digital
El Museu de la Vida Rural ha destacat per ser un dels museus pioners en el treball col·lectiu a les xarxes socials, blogs i Internet en general. Té oberts i actualitzats perfils en la majoria de xarxes socials, que utilitza com a element participatiu, no només de difusió sinó amb projectes amb relació a l'anomenada audiència creativa. Ha promogut projectes que han esdevingut només a la xarxa o en altres casos en vincle amb intervencions físiques. Promou una relació amb els usuaris del museu en termes de dinamitzadors d'un coneixement que es deriva en tots els sentits.
A partir de les fortes riuades que va patir la Conca de Berberà a novembre de 2019, el MT es va implicar en un projecte innovador liderat per la Universitat de Barcelona denominat "Floodup" per estudiar mitjançant la ciència ciutadana els efectes de la riuada i mitigar possibles nous episodis. Dins del projecte va ser clau la utilització de la xarxes socials i les tecnologies digitals.
Des del 2020, arran de la crisis sanitària creada pel coronavirus i la necessitat de tancar els equipaments culturals. El MT va mantenir la seva activitat a través de l'audiogua ubicada a l'aplicació Visitmuseum del Departament de Cultura de la Generalitat de Catalunya, generant continguts a les xarxes socials i promovent entorns de debat digitals tant pel públic general i pel sector cultural, destacant la contribució al projecte Mûtâre, liderat per la Fundació Carulla. Paral·lelament va iniciar un projecte de recopilació de la memòria de la pandèmia, aglutinant imatges facilitades per la població relatives a les vivències personals.
Específicament pel sector educatiu i les famílies, el MT disposa del joc digital "Sostenibilitat", per implicar als infants amb els Objectius de Desenvolupament Sostenible de les Nacions Unides.
L’any 2023, el Museu Terra va estrenar un cercador en línia que permet consultar la informació d’una mostra significativa dels més de 5.000 objectes inventariats de la seva col·lecció. El Museu completa així la primera fase d’un procés de digitalització de la seva col·lecció, una de les més extenses del país de naturalesa etnològica, formada per objectes i un extens arxiu fotogràfic, audiovisual, documental i sonor, que anirà ampliant, any rere any, les peces digitalitzades. 